# Željevo (Trebinje)
Pour les articles homonymes, voir Željevo.
Željevo (en serbe cyrillique : Жељево) est un village de Bosnie-Herzégovine. Il est situé sur le territoire de la ville de Trebinje et dans la république serbe de Bosnie. Selon les premiers résultats du recensement bosnien de 2013, il ne compte plus aucun habitant.

## Géographie
Le village est entouré par les localités suivantes :
| Arslanagića Most              |                      | Gornji Orahovac |
| Arslanagića Most Orašje Zubci | Željevo              | Gornji Orahovac |
|                               | Orašje Zubci Konjsko |                 |

## Démographie

### Évolution historique de la population dans la localité
| 1948 | 1953 | 1961 | 1971 | 1981 | 1991 | 2013 |
| ---- | ---- | ---- | ---- | ---- | ---- | ---- |
| -    | -    | 179  | 132  | 31   | 14   | 0    |

|  |

### Répartition de la population par nationalités (1991)
En 1991, les 14 habitants du village étaient tous serbes.